# Подорож честі
«Подорож честі» або «Сьоґун Маеда» (англ. Kabuto) — пригодницький фільм 1991 року.

## Сюжет
1600 рік. Сьоґун Токугава посилає свого юного сина Йорімуне до Іспанії, щоб придбати вогнепальну зброю, потрібну для перемоги у війні за об'єднання країни. З сином їде і його доблесний вихователь, найвеличніший воїн Маеда, чия дружина і власний син загинули, рятуючи свого юного повелителя. У цій подорожі їм доведеться пережити безліч небезпечних пригод але завжди їх рятує гострий меч і самурайська честь.

## У ролях
| Актор            | Роль             |
| ---------------- | ---------------- |
| Сьо Косуґі       | Даїґоро Маеда    |
| Девід Ессекс     | Дон Педро        |
| Кане Косуґі      | Йорімуне         |
| Крістофер Лі     | король Філіп     |
| Норман Ллойд     | Отець Васко      |
| Рональд Пікап    | капітан Кроуфорд |
| Джон Ріс-Девіс   | Ель Зейдан       |
| Поллі Вокер      | Сесілія          |
| Ділан Кассман    | Смітті           |
| Міва Такада      | Ядоґімі          |
| Нідзіко Кійокава | радник           |
| Міфуне Тосіро    | Токуґава Іеясу   |
| Юкі Суґімура     | Чійо Маеда       |
| Кен Секіґучі     | Ісікава          |